# Municipio de Hedemora
Hedemora (en sueco: Hedemora kommun) es un municipio de la provincia de Dalarna, Suecia, en la provincia histórica de Dalecarlia. Su sede se encuentra en la localidad de Hedemora. El municipio actual se creó en 1966 cuando la ciudad de Hedemora se fusionó con Husby.

## Localidades
Hay cinco áreas urbanas (tätort) en el municipio:
| # | Tätort        | Población |
| - | ------------- | --------- |
| 1 | Hedemora      | 7605      |
| 2 | Långshyttan   | 1526      |
| 3 | Vikmanshyttan | 875       |
| 4 | Garpenberg    | 503       |
| 5 | Västerby      | 372       |

## Demografía

### Desarrollo poblacional
| Gráfica de evolución demográfica de Hedemora entre 1970 y 2015 |
|                                                                |
| Fuente: SCB                                                    |

## Ciudades hermanas
Hedemora esta hermanado o tiene tratado de cooperación con:
- Bauska, Letonia
- Ishozi, Tanzania
- Follonica, Italia
- Jashuri, Georgia